# Pośredni Siwy Klin

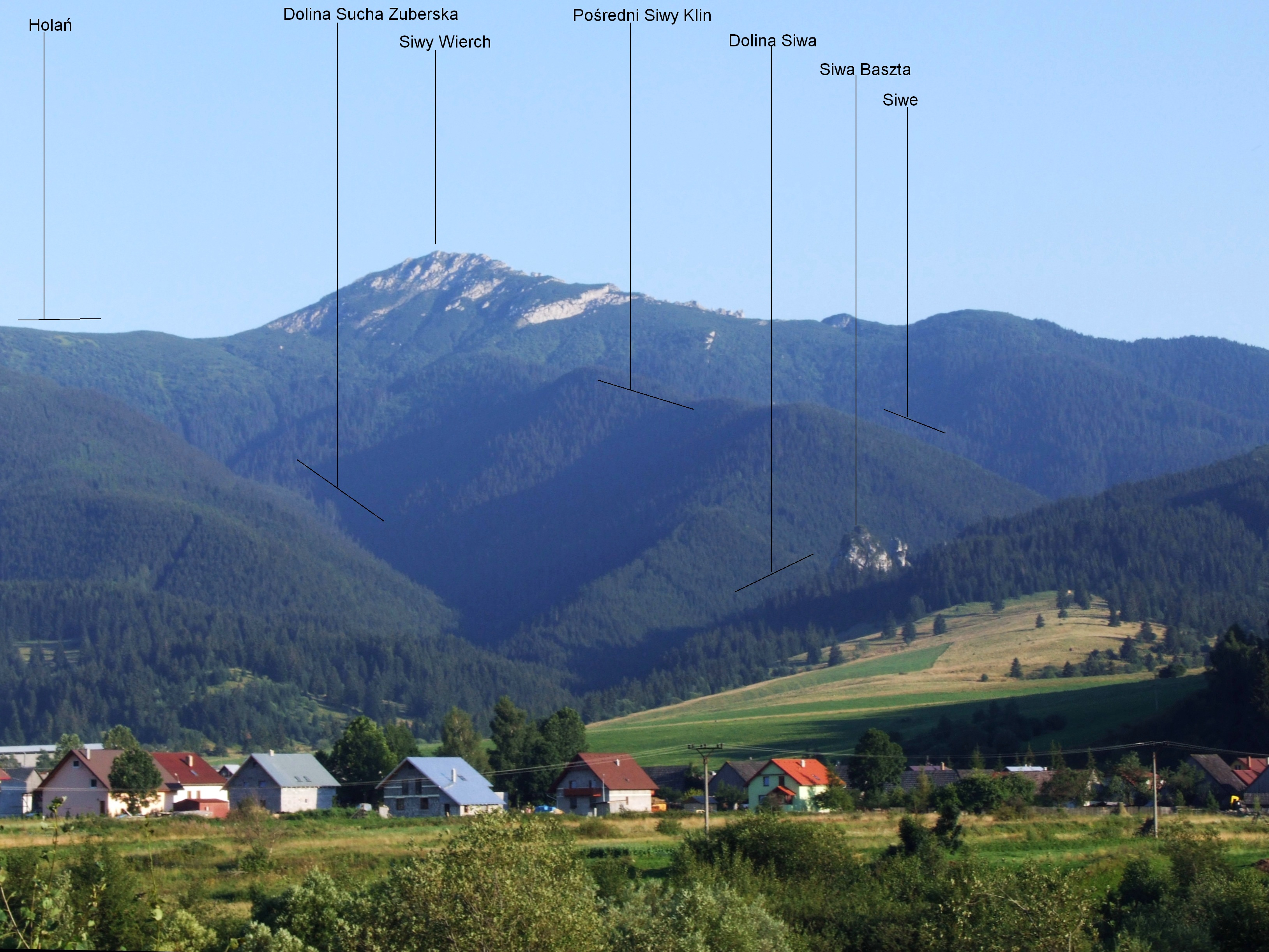
Widok z Zuberca

Pośredni Siwy Klin (słow. Prostredný Sivý Klin) lub Czoło (Čelo) – grzbiet oddzielający Dolinę Siwą od Doliny Suchej w słowackich Tatrach Zachodnich. Odchodzi od grani głównej Tatr Zachodnich poniżej Rzędowych Skał w północno-zachodnim kierunku i opada do wideł Siwego Potoku i Suchego Potoku. Jest całkowicie zalesiony.